# Heterogonium austrosinense
Heterogonium austrosinense là một loài thực vật có mạch trong họ Dryopteridaceae. Loài này được (H. Christ) Tagawa miêu tả khoa học đầu tiên năm 1966.